# Ropuszkowate
Ropuszkowate, krągłojęzyczne (Alytidae) – rodzina płazów z rzędu płazów bezogonowych (Anura).

## Zasięg występowania
Rodzina obejmuje gatunki występujące w zachodniej Europie, śródziemnomorskiej północnej Afryce, Izraelu i być może w Syrii.

## Opis
Charakteryzuje je dość prymitywna budowa. Należą do nich gatunki niewielkich płazów o spłaszczonym ciele i brodawkowatej skórze. Na 3 kręgach tułowiowych występują krótkie wolne żebra. Język zaokrąglony, poduszkowaty, bez wcięcia, przyrasta całą podstawą do dna jamy gębowej. W górnej szczęce zęby. Pierwszy palec przedniej kończyny znacznie krótszy od drugiego. Brak modzeli stawowych. U larw otwór skrzelowy występuje na środku brzusznej części głowotułowia.

## Systematyka
Do rodziny należą następujące rodzaje:
- Alytes
- Discoglossus
- Latonia – jedynym przedstawicielem jest Latonia nigriventer